# Berzelianit
Berzelianit – minerał zawierający selen, należy do gromady siarczków i pokrewnych kruszców. Występuje rzadko.
Minerał znany od 1832 r. Nazwa pochodzi od nazwiska szwedzkiego chemika Jönsa Jacoba Berzeliusa (1779–1848), który był jego odkrywcą.

## Charakterystyka

### Właściwości
Zazwyczaj występuje w cienkich skupieniach dendrytowych i masach ziemistych. Jest nieprzezroczysty. Rozpuszcza się w stężonym kwasie azotowym. Poznany w paragenezie z innymi selenkami. Teoretycznie zawiera 61,62% Cu; zwykle zawiera troszeczkę Ag.

### Występowanie
Minerał pochodzenia hydrotermalnego. Współwystępuje z kruszcami miedzi i selenu. Tworzy wrostki w klockmannicie.
Miejsca występowania:
- Na świecie: Niemcy – Harz, Szwecja – w żyłach kalcytowych Skrikerum, Argentyna.
- W Polsce: rozpoznany w Kletnie na Dolnym Śląsku.